# Knockout game
Knockout game, även kallat som The Polar Bear Hunting, är en våldsam ”lek” som har förekommit i flera delstater i USA. Det går ut på att tävla om vem som har ”knockat” flest oskyldiga människor med bara ett slag. Allvarliga skador och flera dödsolyckor har även förekommit på grund av ”Knockout Game”. 
Det sägs att den första attacken genom Knockout Game skedde 1992 mot den norske utbytesstudenten Yngve Raustein som även dog på grund av detta.